# Henshin
Henshin (変身, henshin) est un mot japonais signifiant « transformation » ce qui veut littéralement signifier, « changer ou transformer le corps ». Ce mot est principalement utilisé dans les manga, anime et dramas tokusatsu lorsqu'un personnage se transforme en super-héros. Le mot « henshin » est le plus souvent utilisé dans la série Kamen Rider tandis que d'autres séries utilisent des mots tels que souchaku (装着, sōchaku, signifiant « équipement ») ou plusieurs phrases exclusives selon les séries.